# Idalima
Idalima es un  género de lepidópteros perteneciente a la familia Noctuidae. Es originario de Australia. Fue descrito por Turner en 1903.

## Especies
- Idalima aethrias Turner, 1908
- Idalima affinis Boisduval, 1832
- Idalima leonora Doubleday, 1846
- Idalima metasticta Hampson, 1910
- Idalima tasso Jordan, 1912